# 久根別駅
久根別駅（くねべつえき）は、北海道北斗市久根別2丁目にある道南いさりび鉄道線の駅。電報略号はクヘ。駅番号はsh09。日本国有鉄道・JR北海道における事務管理コードは▲141402。
日本の第三セクター鉄道の駅で最も北に位置する。

## 歴史

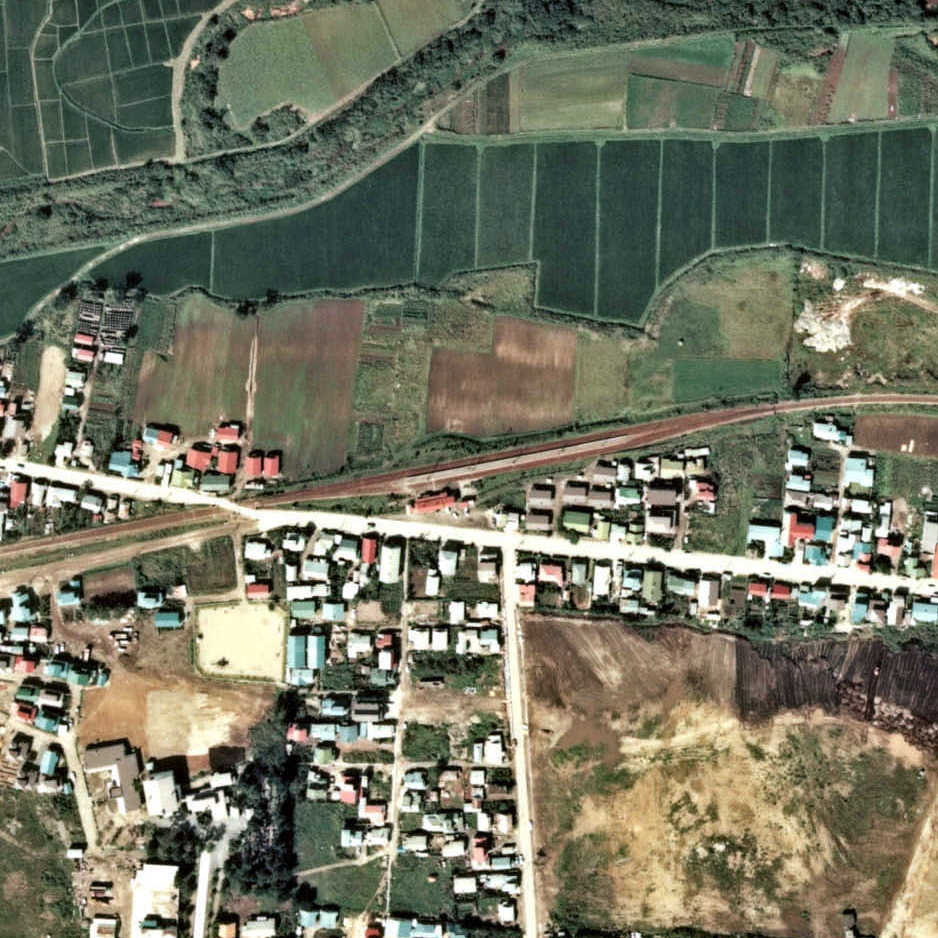
1976年の久根別駅と周囲約500m範囲。左が江差方面。島式ホーム1面2線を有する。駅裏側がほぼ直線の線形。

- 1913年（大正2年）9月15日：国有鉄道上磯軽便線の駅として開業。一般駅[4]。
- 1922年（大正11年）9月2日：上磯軽便線が上磯線に改称。
- 時期不詳：駅舎を内陸側（北側）から海側（南側）に移転[5]。
- 1936年（昭和11年）11月10日：上磯線が江差線に改称。
- 1949年（昭和24年）6月1日：日本国有鉄道法施行に伴い、日本国有鉄道（国鉄）に継承。
- 1961年（昭和36年）4月11日：貨物取扱い廃止[1]。
- 1979年（昭和54年）：駅舎改築[1]。
- 1984年（昭和59年）2月1日：荷物取扱い廃止[4]。
- 1985年（昭和60年）3月31日：駅員無配置駅となる[6]。
- 1986年（昭和61年）11月1日：簡易委託化、券売機撤去。
- 1987年（昭和62年）4月1日：国鉄分割民営化により北海道旅客鉄道（JR北海道）に継承[4]。
- 1988年（昭和63年）3月13日：海峡線（津軽海峡線）開業に伴い、当駅を含む江差線の五稜郭駅 - 木古内駅間が電化（交流20,000V・50Hz）。
  - この開業に伴い、貨物列車の待避などを考慮して駅構内の有効長を拡大（構内の待避線を延伸）するなどの工事が実施される。同時に、跨線橋が設置される。
- 1991年（平成3年）12月24日：駅舎改築[1]。
- 199x年：簡易委託廃止、完全無人化。
- 2016年（平成28年）3月26日：北海道新幹線新青森駅 - 新函館北斗駅間開通に伴い、当駅を含む江差線の五稜郭駅 - 木古内駅間がJR北海道から経営分離され、道南いさりび鉄道の駅となる。

### 駅名の由来
駅名はアイヌ語の「クンネペッ」（黒い・川）に由来する。現在の久根別川がいつも濁っていたため、あるいはひどい泥水であったための名とされる。

## 駅構造
混合ホーム2面3線をもつ列車の交換が可能な地上駅である。五稜郭駅管理の無人駅で、1954年（昭和29年）に建てられた古い木造の駅舎がある。ホームとは跨線橋で連絡する。
2016年3月の道南いさりび鉄道への移管後も引き続き無人駅となるが、同社仕様の自動券売機が設置されることになっている。

### のりば
| のりば | 路線                | 方向 | 行先             |
| ------ | ------------------- | ---- | ---------------- |
| 1      | ■道南いさりび鉄道線 | 上り | 上磯・木古内方面 |
| 2・3   | ■道南いさりび鉄道線 | 下り | 函館方面         |

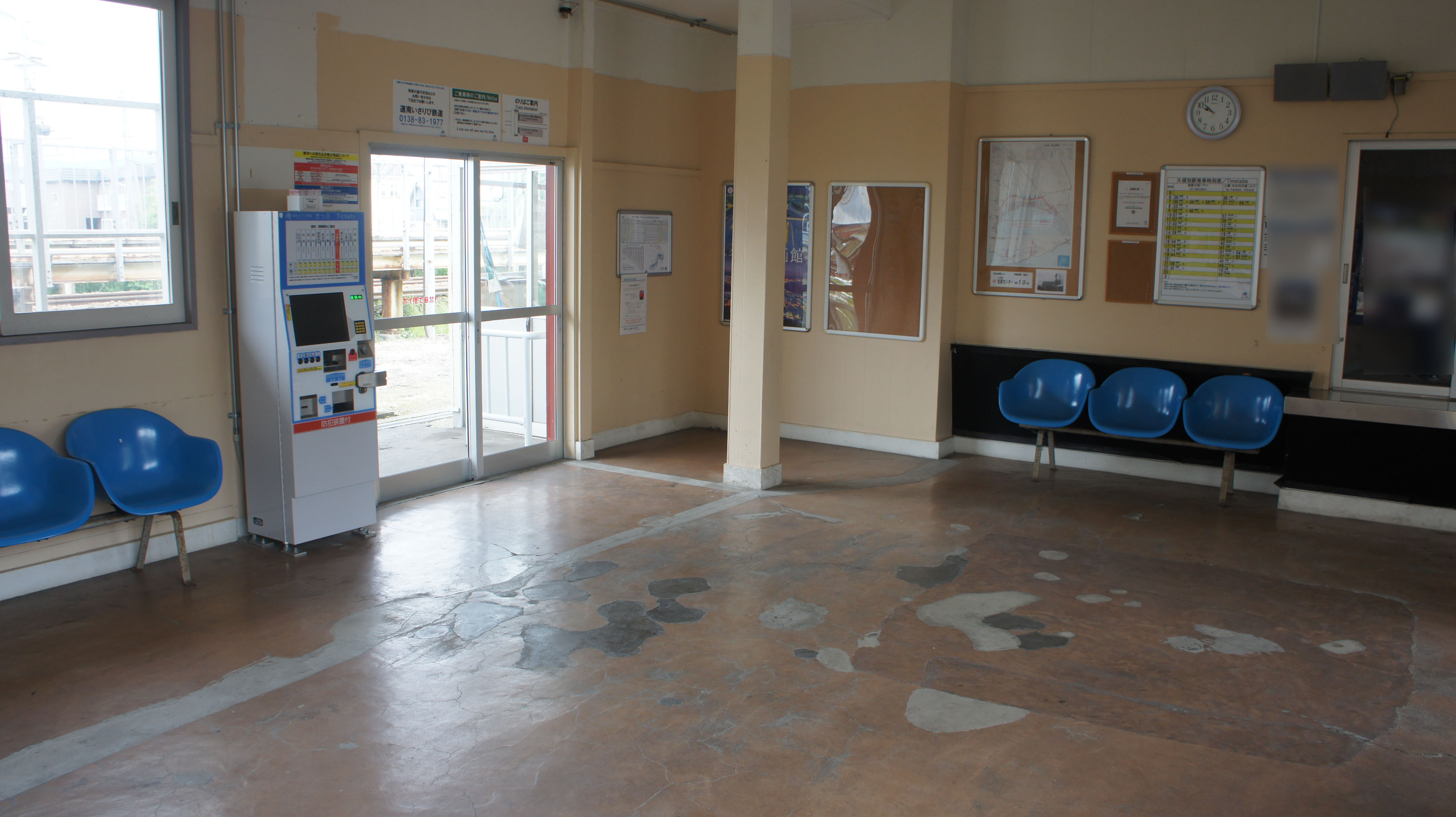
待合室（2018年6月）
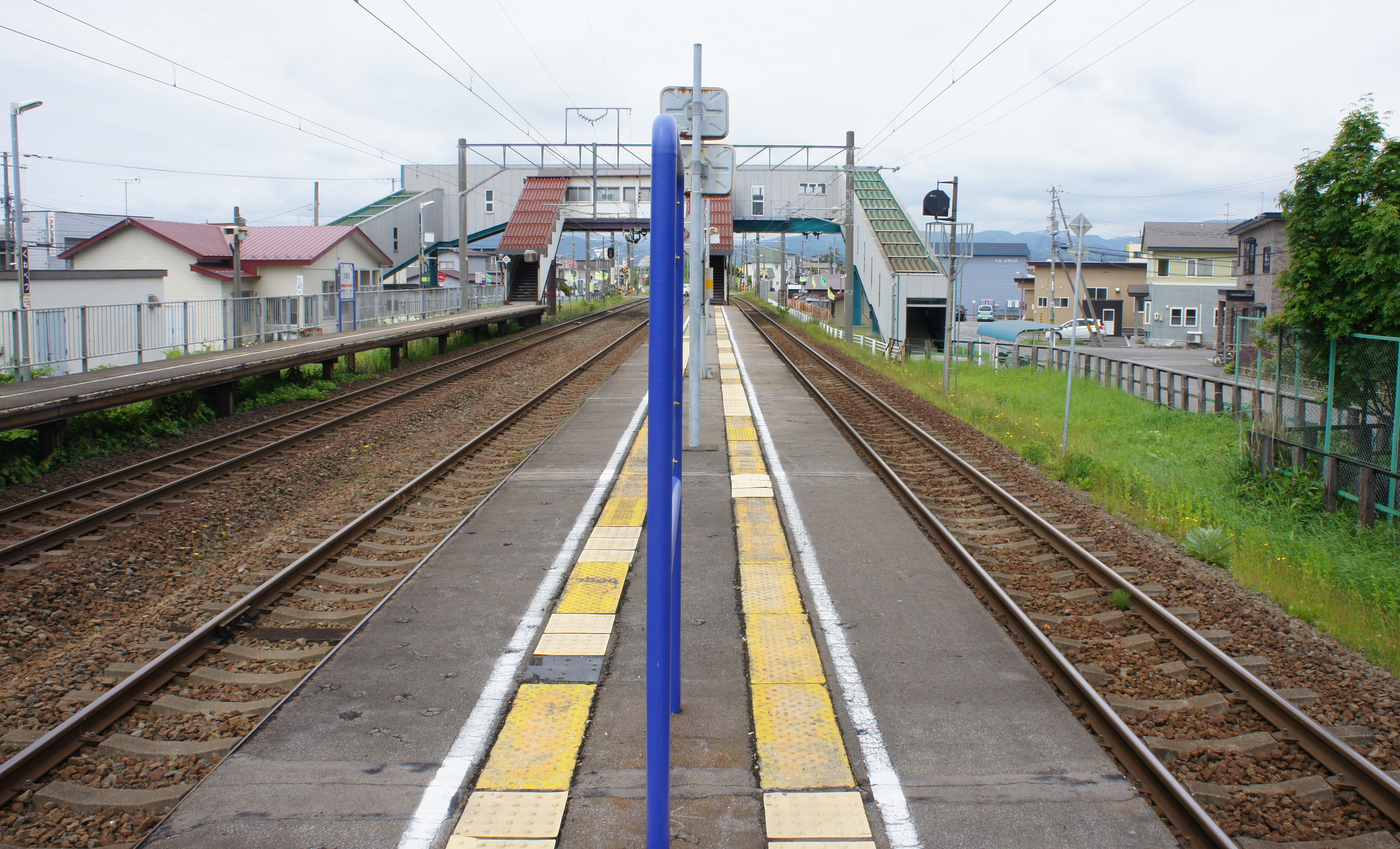
ホーム（2018年6月）
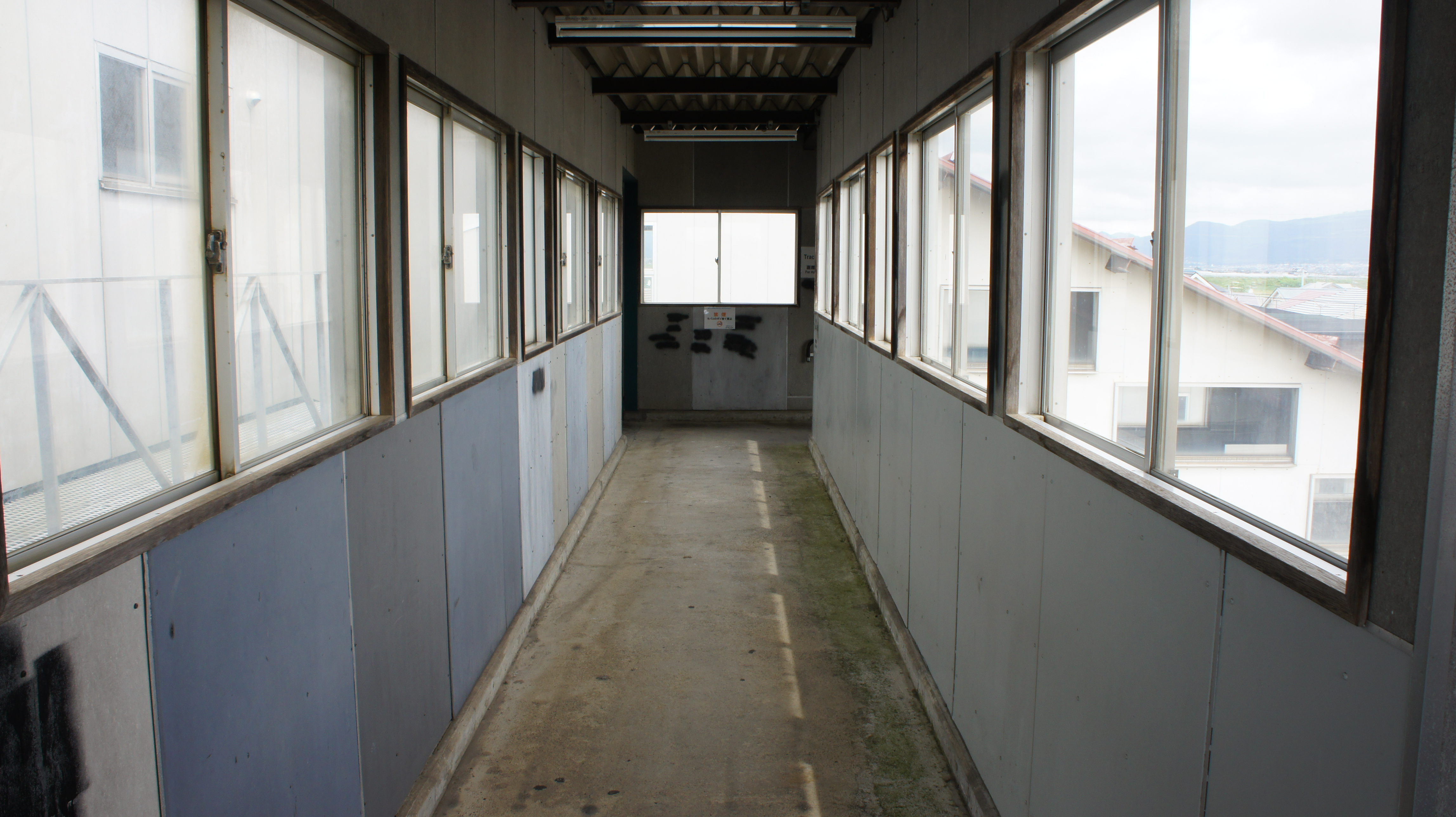
跨線橋（2018年6月）
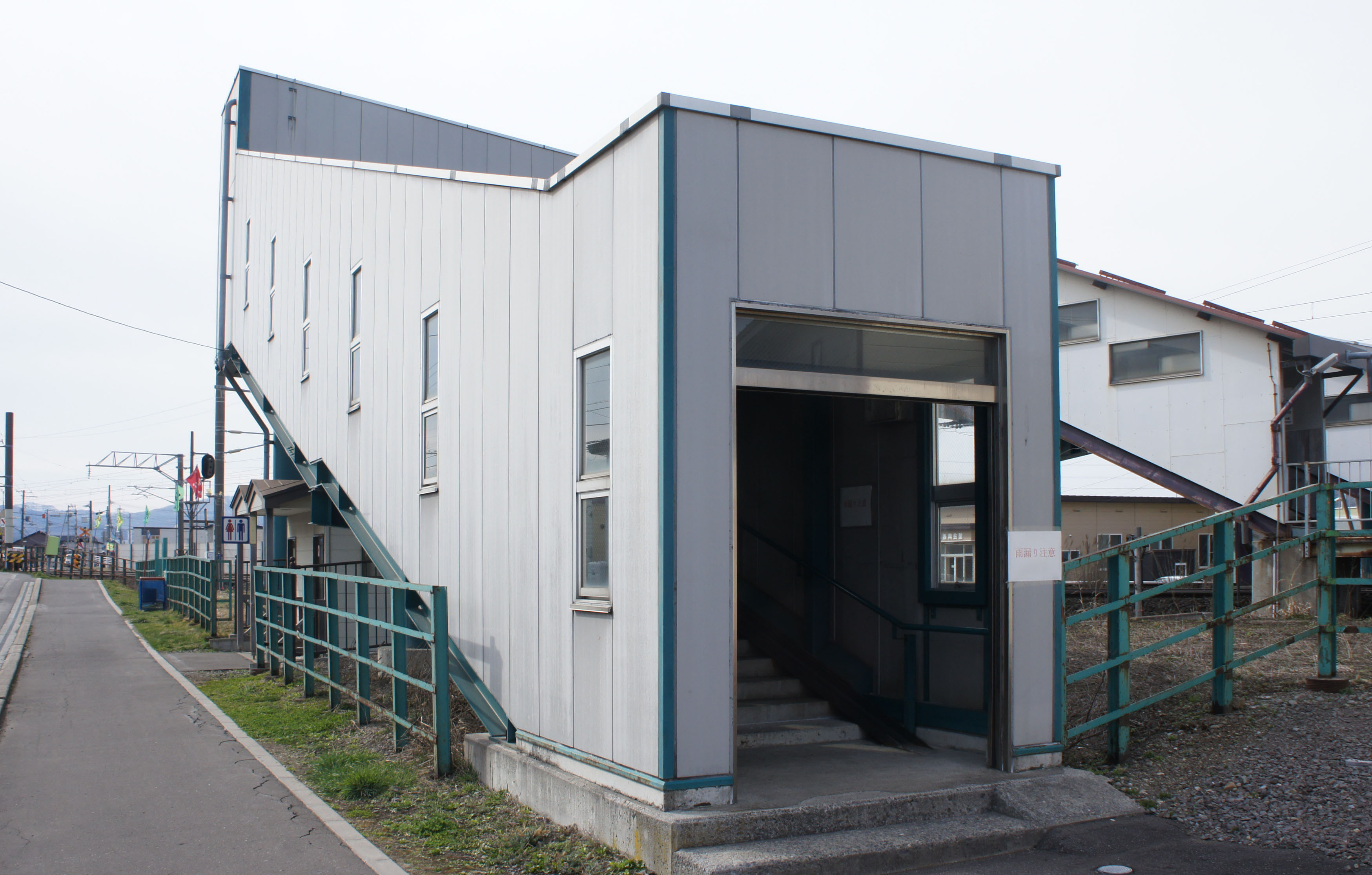
自由通路南口（2019年4月）
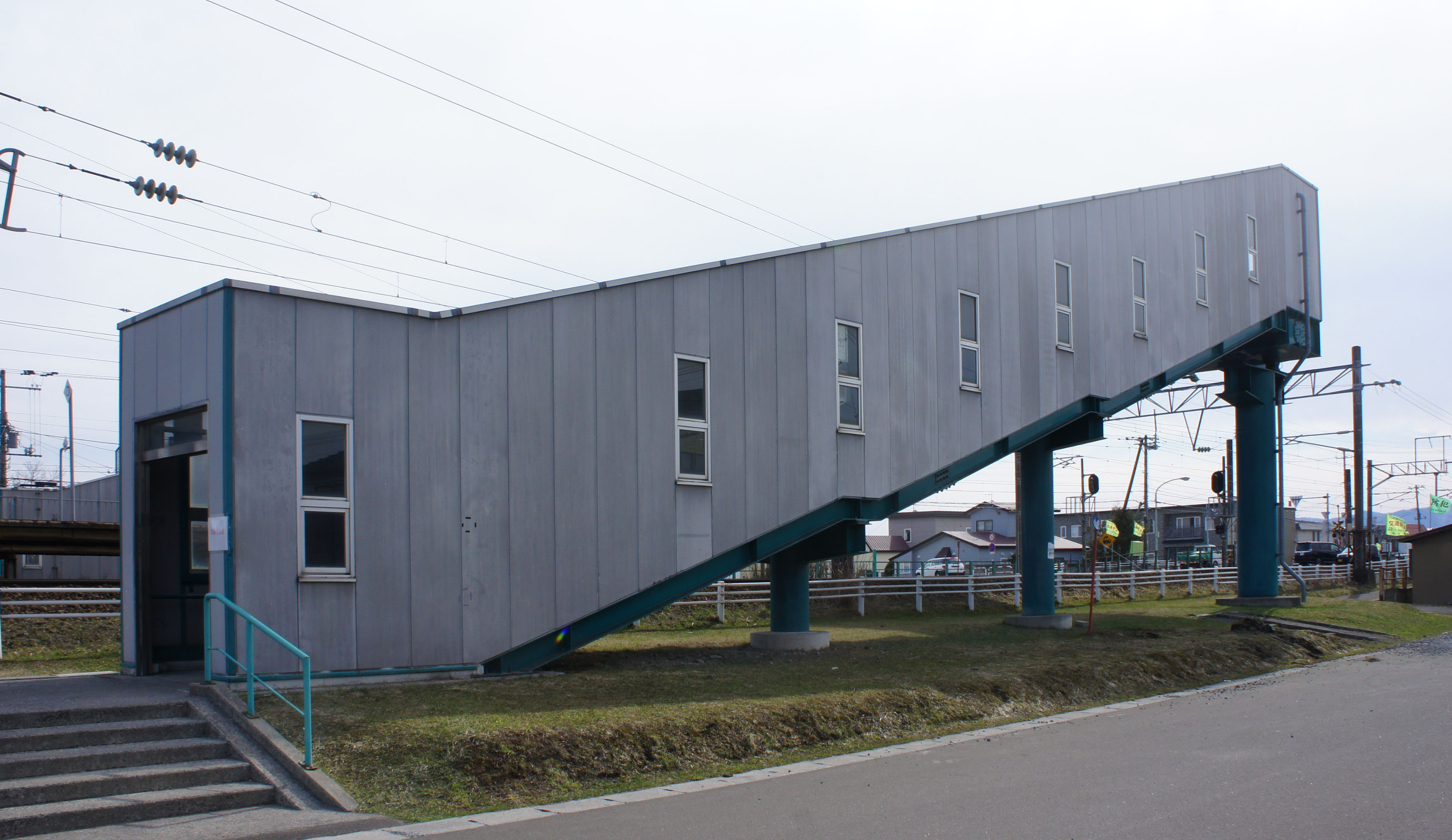
自由通路北口（2019年4月）

## 駅周辺
- コープさっぽろほくと店
- 北海道道756号大野上磯線
- 久根別郵便局
- 渡島信用金庫上磯支店
- 国道228号
- 函館バス「久根別駅」「久根別」停留所[10][11]

## 隣の駅
道南いさりび鉄道
■道南いさりび鉄道線
清川口駅 (sh08) - 久根別駅 (sh09) - 東久根別駅 (sh10)